# Serre-Nerpol
Serre-Nerpol è un comune francese di 320 abitanti situato nel dipartimento dell'Isère della regione dell'Alvernia-Rodano-Alpi.

## Società

### Evoluzione demografica
Abitanti censiti